# Antonio Smareglia

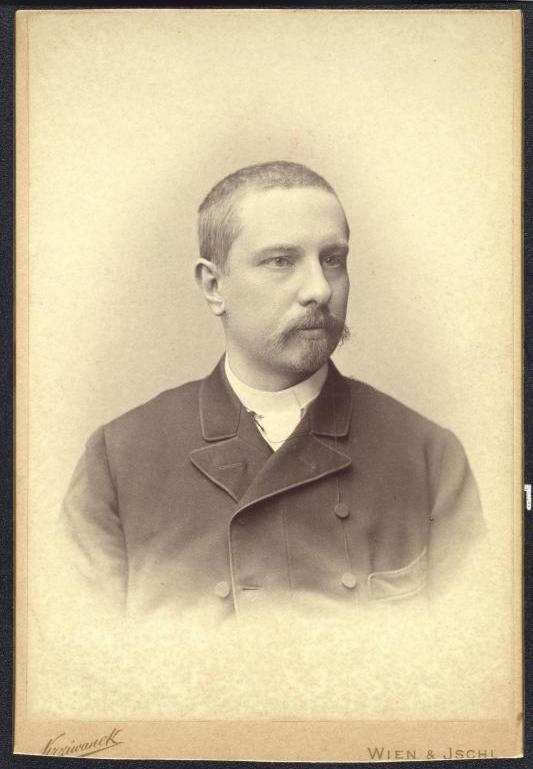
Antonio Smareglia

Antonio Smareglia (* 5. Mai 1854 in Pola (heute Pula) auf der Halbinsel Istrien; † 15. April 1929 in Grado) war ein italienischer Komponist.

## Leben
Smareglia wurde in Pula geboren, am südlichen Ende der Halbinsel Istrien, die damals zu Österreich-Ungarn gehörte. In seinem Vaterhaus in der Via Nettuno wurde inzwischen ein Museum zu seinem Leben und Werk eingerichtet. Er war das sechste (aber das erste überlebende) Kind des Italieners Francesco Smareglia, der aus Dignano stammte, und der Kroatin Giulia Stiglich aus Ičići. Smareglia heiratete Maria Jetti Polla, mit der er fünf Kinder hatte. Im Alter von 46 Jahren erblindete er und fortan diktierte er seine Kompositionen den Söhnen Ariberto und Mario, sowie seinen Studenten und Freunden Primo dalla Zonca, Gastone Zuccoli und Vito Levi in die Feder.
Mit Nozze Istriane (Eine istrische Hochzeit) schrieb er 1895 eine Oper über seine Heimat, die im Geburtsort seines Vaters spielt.

## Opern
- Caccia lontana (Giovanni Pozza) – Mailand, 10. August 1875
- Preziosa (Angelo Zanardini nach Henry Wadsworth Longfellow, The Spanish Student) – Mailand, 20. November 1879
- Bianca da Cervia (Fulvio Fulgonio; d. i. Francesco Pozza) – Mailand, 7. Februar 1882
- Re Nala (Vincenzo Valle nach A. De Gubernatis, Il ritorno) – Venedig, 9. Februar 1887; vom Komponisten vernichtet
- Il vasallo di Szigeth (Luigi Illica und Francesco Pozza) – als Der Vasall von Szigeth in Wien (4. Oktober 1889)
- Cornill Schut (Luigi Illica) – Prag, 20. Mai 1893; als Cornelius Schut in Dresden (6. Juni 1893) und Wien (23. November 1894); revidiert als I pittori fiamminghi (Triest, 21. Januar 1928)
- Nozze Istriane (Luigi Illica) – Triest, 28. März 1895
- La Falena (Silvio Benco) – Venedig, Teatro Rossini, 6. September 1897 unter der Leitung von Gialdino Gialdini
- Oceana (Silvio Benco) – Mailand, 22. Januar 1903
- Abisso (Silvio Benco) – Mailand, 10. Februar 1914

## Weitere Werke
- Salve regina
- Pater noster
- Ave Maria
- Canzoni gradesi
- Caccia Lontana für Orchester, 1876
- Leonora, sinfonische Dichtung für Orchester, 1876